# Ruta del Sud 2015
La Ruta del Sud 2015, 39a edició de la Ruta del Sud, es disputà entre el 18 i el 21 de juny de 2015 sobre un recorregut de 692 km repartits entre quatre etapes, amb inici a Lourdes i final a Gaillac. La cursa formava part del calendari de l'UCI Europa Tour 2015, amb una categoria 2.1.
El vencedor final fou l'espanyol Alberto Contador (Team Tinkoff-Saxo), recent vencedor del Giro d'Itàlia, i que corria aquesta cursa com a preparació pel Tour de França. Contador basà la seva victòria en la tercera etapa, la reina d'aquesta edició, que guanyà amb 13" sobre Nairo Quintana (Movistar Team). Finalment foren 17" els segons que els separaren al capdavant de la classificació general. En tercera posició, completant el podi, acabà el francès Pierre Latour (AG2R La Mondiale), vencedor de la classificació dels joves.
En les classificacions secundàries Bryan Coquard (Team Europcar), vencedor de 2 etapes, guanyà la classificació per punts, Daniel Felipe Martínez (Colombia) la de la muntanya i el Rádio Popular ONDA Boavista la classificació per equips.

## Equips
L'organització convidà a prendre part en la cursa a cinc equips World Tour, sis equips continentals professionals i cinc equips continentals:
- equips World Tour: AG2R La Mondiale, FDJ, Movistar Team, Cannondale-Garmin, Team Tinkoff-Saxo
- equips continentals professionals: Bretagne-Séché Environnement, Caja Rural-Seguros RGA, Cofidis, Colombia, Cult Energy, Team Europcar
- equips continentals: Armée de Terre, Auber 93, Murias Taldea, Rádio Popular ONDA Boavista, Team Marseille 13 KTM

## Etapes
| Etapa | Data       | Recorregut                   |                   | Km     | Vencedor d'etapa       | Líder de la general    | Ref.  |
| ----- | ---------- | ---------------------------- | ----------------- | ------ | ---------------------- | ---------------------- | ----- |
| 1a    | 18 de juny | Lorda - Auch                 | Etapa accidentada | 204 km | Steven Tronet (FRA)    | Steven Tronet (FRA)    | [ 4 ] |
| 2a    | 19 de juny | Auch - Sent Gaudenç          | Etapa accidentada | 141 km | Bryan Coquard (FRA)    | Steven Tronet (FRA)    | [ 5 ] |
| 3a    | 20 de juny | Isaort - Banhèras de Luishon | Etapa de muntanya | 181 km | Alberto Contador (ESP) | Alberto Contador (ESP) | [ 6 ] |
| 4a    | 21 de juny | Revèl - Galhac               | Etapa plana       | 166 km | Bryan Coquard (FRA)    | Alberto Contador (ESP) | [ 3 ] |

## Classificació final
|    | Ciclista                          | Equip                        | Temps       |
| -- | --------------------------------- | ---------------------------- | ----------- |
| 1  | Alberto Contador (ESP)            | Team Tinkoff-Saxo            | 16h 53' 22" |
| 2  | Nairo Quintana (COL)              | Movistar Team                | + 17"       |
| 3  | Pierre Latour (FRA)               | AG2R La Mondiale             | + 41"       |
| 4  | Stéphane Rossetto (FRA)           | Cofidis                      | + 1' 06"    |
| 5  | Eduardo Sepúlveda (ARG)           | Bretagne-Séché Environnement | + 1' 06"    |
| 6  | Miguel Ángel Rubiano Chávez (COL) | Colombia                     | + 1' 31"    |
| 7  | Alberto Gallego (ESP)             | Rádio Popular ONDA Boavista  | + 2' 08"    |
| 8  | Ricardo Vilela (POR)              | Caja Rural-Seguros RGA       | + 3' 05"    |
| 9  | Federico Figueiredo (POR)         | Rádio Popular ONDA Boavista  | + 3' 06"    |
| 10 | Julien Loubet (FRA)               | Team Marseille 13 KTM        | + 3' 14"    |